# Ягодка, Андрей Андреевич
Андрей Андреевич Ягодка (укр. Андрій Андрійович Ягодка; род. 8 июля 1988, Одесса) — украинский фехтовальщик, специализирующийся на сабле. Участник Олимпийских игр 2016 года. Семикратный чемпион Украины и четырёхкратный призёр чемпионата Европы. Заслуженный мастер спорта Украины.

## Биография
Окончил факультет физического воспитания Южноукраинского национального педагогического университета имени К. Д. Ушинского в Одессе.
Заниматься фехтованием начал в 1997 году. Первый тренер — Сергей Борячинский. В дальнейшем тренировался под руководством Александра Васютина и Александра Красовского. На соревнованиях представляет Вооружённые силы Украины. Становился семикратным чемпионом Украины по фехтованию в сабле (последний раз в 2024 году).
На международной арене дебютировал в 2010 году, приняв участие в чемпионате Европы в Германии и чемпионате мира во Франции. Впоследствии выступал ещё на десяти мировых первенствах (2011, 2013, 2014, 2015, 2017, 2018, 2019, 2022, 2023, 2025), однако призовых мест на этих турнирах не завоёвывал.
На чемпионатах Европы стал призёром в командных соревнованиях: серебряные медали в 2010 и 2022 годах, бронзовая — в 2013 году. В индивидуальном зачёте выиграл бронзу на чемпионате Европы 2012 года в Италии. Всего Ягодка участвовал в 13 континентальных первенствах (2010, 2011, 2012, 2013, 2014, 2015, 2017, 2018, 2019, 2022, 2023, 2024, 2025).
Представлял Украину на летних Универсиадах 2007 года в Бангкоке и 2011 года в Шэньчжэне. В Таиланде завоевал золотую медаль в командном зачёте, а в Китае одержал победу как в индивидуальных, так и в командных соревнованиях.
Также на его счету — золото Европейских игр 2015 года в Баку в индивидуальном разряде и бронза в командных соревнованиях на Всемирных военных играх 2019 года в Ухане. Дважды становился призёром Кубка мира.
Участвовал в Олимпийских играх 2016 года в Рио-де-Жанейро, где выбыл в 1/16 финала, уступив иранцу Мойтабе Абедини.
Входил в число лучших спортсменов Одесской области в 2011, 2012, 2013 и 2014 годах.

## Достижения
| Чемпионат Европы: - 2010 — серебро (командная сабля) - 2012 — серебро (сабля) - 2013 — бронза (командная сабля) - 2022 — серебро (командная сабля) Универсиада: - 2007 — золото (командная сабля) - 2011 — золото (сабля, командная сабля) Европейские игры: - 2015 — золото (сабля) Всемирные военные игры: - 2019 — бронза (командная сабля) | Чемпионат Украины: - 2014 — золото (сабля) - 2015 — золото (сабля) - 2016 — золото (сабля) - 2017 — серебро (сабля) - 2018 — золото (сабля) - 2019 — бронза (сабля) - 2020 — серебро (сабля) - 2021 — золото (сабля) - 2022 — бронза (сабля) - 2023 — золото (сабля) - 2024 — золото (сабля) - 2025 — бронза (сабля) |

## Награды
- Юбилейная медаль «25 лет независимости Украины» (19 августа 2016)[19]

## Рейтинг
| Сезон | Место | Категория | Сезон | Место |
| ----- | ----- | --------- | ----- | ----- |
| 04/05 | 252   | Юниоры    | 06/07 | 17    |
| 05/06 | 58    | Юниоры    | 07/08 | 32    |
|       |       |           |       |       |
| 05/06 | 284   | Взрослые  | 15/16 | 28    |
| 06/07 | 493   | Взрослые  | 16/17 | 22    |
| 07/08 | 164   | Взрослые  | 17/18 | 26    |
| 08/09 | 117   | Взрослые  | 18/19 | 38    |
| 09/10 | 70    | Взрослые  | 19/20 | 58    |
| 10/11 | 44    | Взрослые  | 20/21 | 60    |
| 11/12 | 33    | Взрослые  | 21/22 | 27    |
| 12/13 | 19    | Взрослые  | 22/23 | 61    |
| 13/14 | 33    | Взрослые  | 23/24 | 38    |
| 14/15 | 20    | Взрослые  | 24/25 | 112   |